# Déxipo
Públio Herénio Déxipo ou Dexipo (em grego: Δέξιππος; romaniz.: Déxippos; em latim: Publius Herennius Dexippus; c. 210 — 273) foi um historiador, estadista e general grego. Sacerdote hereditário dos Mistérios de Elêusis, pertencendo à família dos Cérices, exerceu ainda a função de arconte basileu e arconte epónimo, em Atenas.
Quando os Hérulos invadiram a Grécia e tomam Atenas (269), Déxipo mostrou-se corajoso, fazendo reviver o espírito do patriotismo entre os seus conterrâneos desmoralizados. Foi-lhe erguida uma estátua, com uma inscrição (preservada) na base, onde se recordavam os seus serviços (Corpus Inscr. Atticarum, iii. No. 716). É curioso verificar que a inscrição nada diz a respeito dos feitos militares de Déxipo. Fótio (cod. 82) menciona três obras historiográficas de Déxipo, das quais restam alguns fragmentos consideráveis:
1. Epítome de uma obra de Arriano
2. História das Guerras de Roma com os Godos (ou Citas) no século III
3. História cronológica dos primeiros anos do reinado do imperador Cláudio Gótico (270), referida com frequência pelos autores da História Augusta. Este trabalho foi continuado por Eunápio de Sardes até 404.

Fótio tece grandes elogios ao estilo de Déxipo, colocando-o ao mesmo nível de Tucídides: uma opinião que não pode ser confirmada pelos fragmentos que restam.